# MLH1
MLH1 (hMLH1, MutL homolog 1) – ludzki gen, kodujący białko MLH1. MLH1  jest homologiem genu MutL E. coli. Locus MLH1 to 3p21.3. Produkt białkowy genu bierze udział w mechanizmie naprawy DNA określanym jako naprawa niesparowanych zasad. mutacje konstytucyjne w jednym z alleli genu MLH1 prowadzą do zespołu predyspozycji do nowotworów – dziedzicznego raka jelita grubego niezwiązanego z polipowatością (HNPCC typu 2), mogą też być związane z zespołem Turcota.